# Терешанское сельское поселение
Тереша́нское се́льское поселе́ние — муниципальное образование в составе Старокулаткинского района Ульяновской области.
Административный центр — село Средняя Терешка. Образовано объединением Среднетерешанского, Верхнетерешанского и Кирюшкинского сельсоветов.

## Население
| 2010  | 2012  | 2013  | 2014  | 2015  | 2016  | 2017  |
| ----- | ----- | ----- | ----- | ----- | ----- | ----- |
| 1929  | ↘1840 | ↘1758 | ↘1657 | ↘1579 | ↘1525 | ↘1472 |
| 2018  | 2019  | 2020  | 2021  |       |       |       |
| ↘1447 | ↘1383 | ↘1346 | ↘1137 |       |       |       |

## Состав сельского поселения
В состав поселения входят 4 населённых пункта — 4 села.
| № | Населённый пункт | Тип населённого пункта       | Население | Примечание |
| - | ---------------- | ---------------------------- | --------- | ---------- |
| 1 | Средняя Терешка  | село, административный центр | 697       | татары     |
| 2 | Новая Терешка    | село                         | 424       | татары     |
| 3 | Верхняя Терешка  | село                         | 437       | татары     |
| 4 | Кирюшкино        | село                         | 371       | татары     |